# Відкритий чемпіонат Японії з тенісу AIG 2008
Відкритий чемпіонат Японії з тенісу AIG 2008 - чоловічий і жіночий тенісний турнір, що проходив на відкритих кортах з твердим покриттям Ariake Coliseum у Токіо (Японія). Це був 35-й за ліком Відкритий чемпіонат Японії з тенісу. Належав до серії International Gold в рамках Туру ATP 2008, а також до серії Tier III в рамках Туру WTA 2008. Тривав з 29 вересня до 5 жовтня 2008 року.

## Переможниці та фіналістки

### Одиночний розряд, чоловіки
Томаш Бердих —  Хуан Мартін дель Потро, 6–1, 6–4
- Для Бердиха це був 1-й титул за рік і 4-й - за кар'єру.

### Одиночний розряд, жінки
Каролін Возняцкі —  Кая Канепі, 6–2, 3–6, 6–1
- Для Возняцкі це був 3-й титул за сезон і за кар'єру.

### Парний розряд, чоловіки
Михайло Южний /  Міша Зверєв —  Лукаш Длуги /  Леандер Паес, 6–3, 6–4

### Парний розряд, жінки
Джилл Крейбас /  Марина Еракович —  Моріта Аюмі /  Накамура Айко, 4–6, 7–5, [10–6]